# Кршки соко
Кршки соко (лат. Falco biarmicus) је птица грабљивица средње величине која се гнезди у Африци, југоисточној Европи и делимично у Азији. Преферира отворена станишта и углавном је стахарица, али се неке птице се селе након сезоне гнежђења. Као велики соко, лови птице и слепе мишеве. Највероватније је кршки соко или сиви соко био света врста сокола за старе Египћане, а нека египатска божанства, попут Ра и Хоруса, често су представљана као човек са главом кршког сокола.

## Таксономија
Кршког сокола је описао холандски зоолог Кунрат Јакоб Теминк 1825. године под садашњим биномним именом Falco biarmicus. Типичан локалитет је Кафрарија и Рт Добре Наде. Falco је каснолатинска реч за „сокола“, од falx, falcis „срп“. Шведски природњак Карл фон Лине је користио специфични епитет biarmicus за бркату сеницу, а Теминк је очигледно веровао да реч значи „брадат“, али је вероватно да је Линј користио латинизовани облик за Бјармаланд, област у северној Русији. Верује се да енглеска реч „lanner“ потиче од старофранцуске речи lanier, што значи „кукавички“. Прва забележена употреба речи у енглеском језику датира из око 1400. године.
Ово је вероватно најстарија жива врста хијеросокола. Подршка за ову претпоставку долази углавном из биогеографије која се боље слаже са збуњујућим обрасцем података о секвенци ДНК у овом случају него у другим. Ипак, постоји раширена хибридизација (као код периланера) и непотпуно сортирање лозе што у великој мери збуњује податке; молекуларне студије са малим величинама узорака не могу дати поуздане закључке у целој групи хијеросокола.
У сваком случају, чини се да се зрачење целокупне живе разноликости хијеросоколова догодило у еемском интерглацијалу на почетку касног плеистоцена, пре само 130.000–115.000 година; кршки соколови би стога представљали лозу која је постала изолована у подсахарској Африци у неком тренутку током рисовског глацијала (пре 200.000 до 130.000 година.
Постоји пет признатих подврста: 
- Falco biarmicus biarmicus (Temminck, 1825) – Номинована подврста, протеже се од Демократске Републике Конго до јужне Кеније, јужно до Јужне Африке.
- Falco biarmicus feldeggii (Schlegel, 1843) – од Италије до Турске, Азербејџана и северозападног Ирана
- Falco biarmicus tanypterus (Schlegel, 1843) – североисточна Африка до Арабије, Израела и Ирака
- Falco biarmicus erlangeri Kleinschmidt, O, 1901) – северозападна Африка
- Falco biarmicus abyssinicus (Neumann, 1904) – јужна Мауританија до Етиопије и Сомалије, јужно до Камеруна и северне Кеније

## Опис
То је велики соко, дужине 43–50 цм са распоном крила од 95–105 цм. Евроазијски кршки соко (Falco biarmicus feldeggi, такође назван Фелдегов соко) има шкриљасто сиви или смеђе-сиви горњи део тела; већина афричких подврста је блеђе плаво-сиве боје одозго. Груди су прошаране код северних птица, подсећајући на сивкасте степске соколове, али кршки соко има црвенкаст потиљак. Полови су слични, али смеђе младе птице још више подсећају на степске соколове. Међутим, степски соколови имају светлији врх главе и мање јасне шаре на бочним странама главе. Кршки соко се оглашава са оштрим „вреј-и“.

## Распрострањеност и станиште
Кршки соколови се претежно налазе на отвореним стаништима и могу се кретати од ивице шуме до пустиње. Међутим, најчешће се налазе у отвореним саванама и киселим травњацима. У Јужној Африци, обично насељавају исток земље на травњацима и селе се у Финбос, Нама Кару и Јужни Калахари током сезоне негнежђа.
Упркос овом кретању, они нису праве птице селице и обично су ограничени на локална кретања. Ова кретања могу бити одговор на сезонске кише и надморске висине, где су веће надморске висине насељене током сезоне парења, а ниже надморске висине ван сезоне парења.
Узгајају се у заточеништву за соколарство; хибриди са сивим соколом („периланер“) се такође често виђају. Мерет (1666) је тврдио да „ланар“ живи у Шервудској шуми и шуми Дин у Енглеској; такве популације изгледа да потичу од побеглих ловачких птица племства. Едвард I Плантагенет (владао 1272-1307), који је имао страст према соколарству, поседовао је најмање једног кршког сокола.
У дивљини, број кршких соколова снажно и стално опада у Европи, као и у целој Северној Африци, иако је врста и даље релативно честа у деловима Африке. У планинама Дегуа Тембијен у Етиопији, примећено је да доприноси контроли штеточина глодара.

## Екологија

### Митарење
Женке се обично митаре од септембра до јануара, након што се заврши период гнежђења. Мужјаци се митаре од новембра до маја, када птићи могу сами да лове.

### Исхрана
Кршки соколови најчешће лове друге птице, укључујући голубове, гугутке и домаће кокошке или живину. Виђено је и да кршки соколови лове мале сисаре, гмизавце и бескичмењаке. У Африци и Израелу, кршки соколови су примећени као ловци на слепе мишеве.

### Лов
Обично лови хоризонталном потером, уместо понирањем са висине као сиви соко, и углавном лови птичји плен у лету. Међутим, ове грабљивице користе мноштво стилова лова, укључујући некад и понирање, напад са места за стајање, напад из брзог, ниског лета. Кршки соколови такође показују кооперативни лов са високом стопом успеха, посебно када лове чавке, где се визуелни контакт користи за координацију потере. Мужјаци најчешће извршавају први напад, али плен обично ухвати женка.

### Понашање
Пре сезоне гнежђења, и мужјаци и женке се међусобно вијају и машу крилима, што је синхронизовано од априла до јуна. У близини места гнежђења, виђени су и парови који заједно брзо пониру.
Када се јаја излегну, женка углавном остаје са младунцима и храни их. Међутим, мужјак преузима ову улогу када женка треба да лови. Када младунци напуне око 25 дана, женка се обично виђа како седи близу гнезда, али и даље проводи доста времена у гнезду са младунцима. Када младунци напуне око 39 дана, женка више не проводи доста времена у гнезду и и женка и мужјак активно лове.

### Навике приликом гнежђења
Кршки соколови обично се гнезде на стрмим литицама и полажу три или четири јаја. Немају строге прописе о гнежђењу и као резултат тога је да се појављују на различитим местима и не показују неуједначено распрострањеност. Као резултат тога, користе и стара гнезда врана и понекад се виђају како се гнезде на стубовима, дрвећу и мање стрмим литицама.

### Гнежђење
Кршки соко има период полагања јаја у јулу, што указује на стратегију излетања младих пре летње врућине и јаких киша, као и пре прилива птица селица од децембра до фебруара. Ово време може побољшати услове исхране за младе, што може повећати успех размножавања. На успех размножавања ових соколова у великој мери утичу услови околине. Сматра се да је период инкубације 32 дана, а период гнежђења 44 дана. Међутим, младунци су били присутни у близини гнезда и до десет недеља након добијања комплетног перја. Просечна стопа излетања је 2,24 младунца по успешном пару, што је типично за велике соколове, међутим, просечан број јединки које су излетеле укупно по територијалном пару је 1,3, што је ниско и може бити последица броја непродуктивних година пред крај насељавања сваке територије.

## Претње
СКршки соколови су проглашени за најмање угрожен таксон на Црвеној листи IUCN-а, али и даље могу бити негативно погођени антропогеним процесима, директно и индиректно.
Директне антропогене претње овим грабљивицама укључују пљачку гнезда, удар возила, струјни удар из далековода и прогон. Пошто птићи једва могу да лете када напуштају гнездо, рањиви су и лако их је ухватити, угрожени су хватањем за соколарство и хватањем и убијањем од стране бесних фармера као резултат тога што ове птице понекад лове домаће кокошке.
Индиректне антропогене претње укључују губитак одговарајућих станишта као резултат људске експанзије и интензивне употребе пестицида за пољопривреду.

## Галерија
- Кршки соко у трансграничном парку Кгалагади, Јужна Африка
- Слика Џона Џерарда Кејлеманса (1884)
- Кршки соко у заливу Плетенберг, Јужна Африка
- Одрасли Falco biarmicus biarmicus, Национални парк Етосха, Намибија.
- Кршки соко у понирању
- Младунац кршког сокола,Falco biarmicus feldeggi
- Falco biarmicus feldeggii - MHNT
- Falco biarmicus erlangeri - MHNT